# Desvío de aguja

Esquema de una bitácora con los elementos usados para corregir el desvío de aguja: 1- Lantías. 2- Esferas de Thomson. 3- Alojamiento para imanes longitudinales. 4- Alojamiento para imanes trasversales. 5- Barra Flinders.

El desvío de aguja es el ángulo entre el norte marcado por la aguja náutica de un navío y el norte magnético del lugar en que se encuentra. El desvío de la aguja es producido por la presencia de masas de hierro y circuitos eléctricos en el propio barco, los cuales crean un campo magnético que se añade al efecto del campo magnético terrestre. Es propio de cada barco, y varía con el rumbo. El primero en informar de este desvío fue el explorador portugués Joao de Castro, quien en 1538 lo atribuyó a la cercanía de un cañón a la bitácora.
El desvío de aguja se expresa de forma abreviada con la letra griega delta (Δ), y se puede formular de una de estas dos formas: indicando la dirección del desvío (hacia el este o el oeste), o bien con la indicación "positivo" (si la aguja se desvía hacia el este) o "negativo" (si la aguja se desvía hacia el oeste): "Δ= 2°E" es lo mismo que "Δ= +2°". 

## Compensación del desvío
Un técnico especializado, conocido como compensador de agujas, puede efectuar la compensación de la aguja náutica colocando imanes y pequeñas masas de hierro en la bitácora, en las proximidades de la aguja. Esta compensación se debe revisar periódicamente, especialmente cuando el barco ha estado mucho tiempo inmóvil.
Los desvíos que no se han podido compensar con este procedimiento se reflejan en una  tabla de desvíos en la que se indica la magnitud del desvío a cada rumbo, indicada generalmente en fracciones de 15°. 

## Uso en navegación
El desvío de aguja de un barco a un rumbo determinado, leído en la tabla de desvíos, se suma a la declinación magnética (dm) del lugar para obtener el valor conocido como corrección total (Ct), que es el desvío del norte marcado por la aguja con respecto al norte geográfico o verdadero. Para trazar un rumbo en la carta náutica, es necesario convertir el rumbo de aguja (Ra) en rumbo verdadero (Rv) con la siguiente fórmula: Ra + Ct = Rv. Para trazar un demora en la carta, es necesario convertir la demora de aguja (Da) en demora verdadera (Dv) con la fórmula: Da + Ct = Dv. Para conocer el azimut verdadero, es necesario convertir el azimut de aguja (Aza) en azimut verdadero (Azv) con la fórmula: Aza + Ct = Azv.